# Doberg (Naturschutzgebiet)
Der Doberg ist ein Gebiet in Südlengern-Heide, einem Stadtteil der ostwestfälischen Stadt Bünde. Er erhebt sich bis zu 30 m über seine Umgebung, während seine Gesamthöhe 105 m ü. NHN beträgt. Allerdings handelt sich nicht um einen tatsächlichen Berg, sondern vielmehr um eine zerklüftete Landschaft, die durch den Abbau von Mergel entstanden ist – man sagt deshalb „im Doberg“ anstatt „auf dem Doberg“. So besteht der Doberg aus vielen Wiesen und Hängen, die häufig von Schlehengebüschen bewachsen sind. Außerdem zählen ein Wald und ein kleines moorartiges Gebiet dazu. Der Doberg ist über Deutschland hinaus bei Geologen und Paläontologen bekannt.
Mit dem Doberg verfügt die Stadt Bünde über eine der umfangreichsten Fossilienlagerstätten aus der Zeit des Oligozän nördlich der Alpen. Er besteht aus den Sedimenten des Oligozän-Meeres und gibt Auskunft über die Meeresfauna der damaligen Zeit. Nirgendwo sonst auf der Welt sind nach heutiger Kenntnis die Schichtenfolgen des Oligozän so vollständig und gut erhalten geblieben wie hier. Daher gilt die Lagerstätte als Stratotyp für die Epoche des Oligozän. 2019 wurde der Doberg in die Liste der Nationalen Geotope aufgenommen.
Seit dem 18. Jahrhundert wurde im Doberg Mergel zum Düngen der Felder abgebaut. Bedeutende Fossilienfunde in den Jahren 1911/12 durch Friedrich Langewiesche änderten dies. Er entdeckte das Skelett einer Seekuh (Anomotherium langewieschei) und den Schädel eines „Urwals“ (Eosqualodon langewieschei). Die Exponate sind im Dobergmuseum in Bünde ausgestellt. Ebenfalls zu sehen ist hier die Dauerausstellung „Expedition Doberg“. Weitere Fossilien aus dem Doberg sind an den Universitäten Münster und Göttingen vorhanden.
Da auch Laien sehr schnell auf versteinerte Objekte stoßen, sind seit einigen Jahren Schilder aufgestellt, die das Schürfen nach Fossilien verbieten. Damit soll die fortschreitende Abtragung des Sandsteins verhindert werden. Auch wird seitens der Polizei und des Ordnungsamtes verstärkt darauf geachtet, dass die festgelegten Wege nicht verlassen werden.
Bis in die 1960er Jahre hinein gab es auf einer der Wiesen noch ein regelmäßiges Bühnenspiel (siehe Bild unten). Der ganze Doberg ist Naturschutzgebiet und wird vom Kreis Herford verwaltet. Das Naturschutzgebiet hat eine Größe von 48 ha und ist seit 1912 geschützt. Es schützt zum einen das geologische Naturdenkmal, aber auch die artenreichen Magerwiesenflächen, Waldbestände und Feuchtbereiche im Doberg. Besonders die Magerwiesen in Kombination mit den besonnten Mergelfelsen beheimaten einige für den Kreis Herford sehr seltene Insektenarten, u. a. 61 Wildbienenarten.

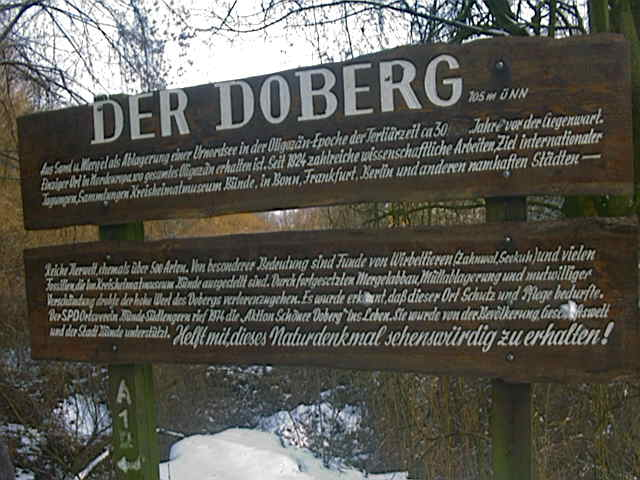
Eingang zum Doberg
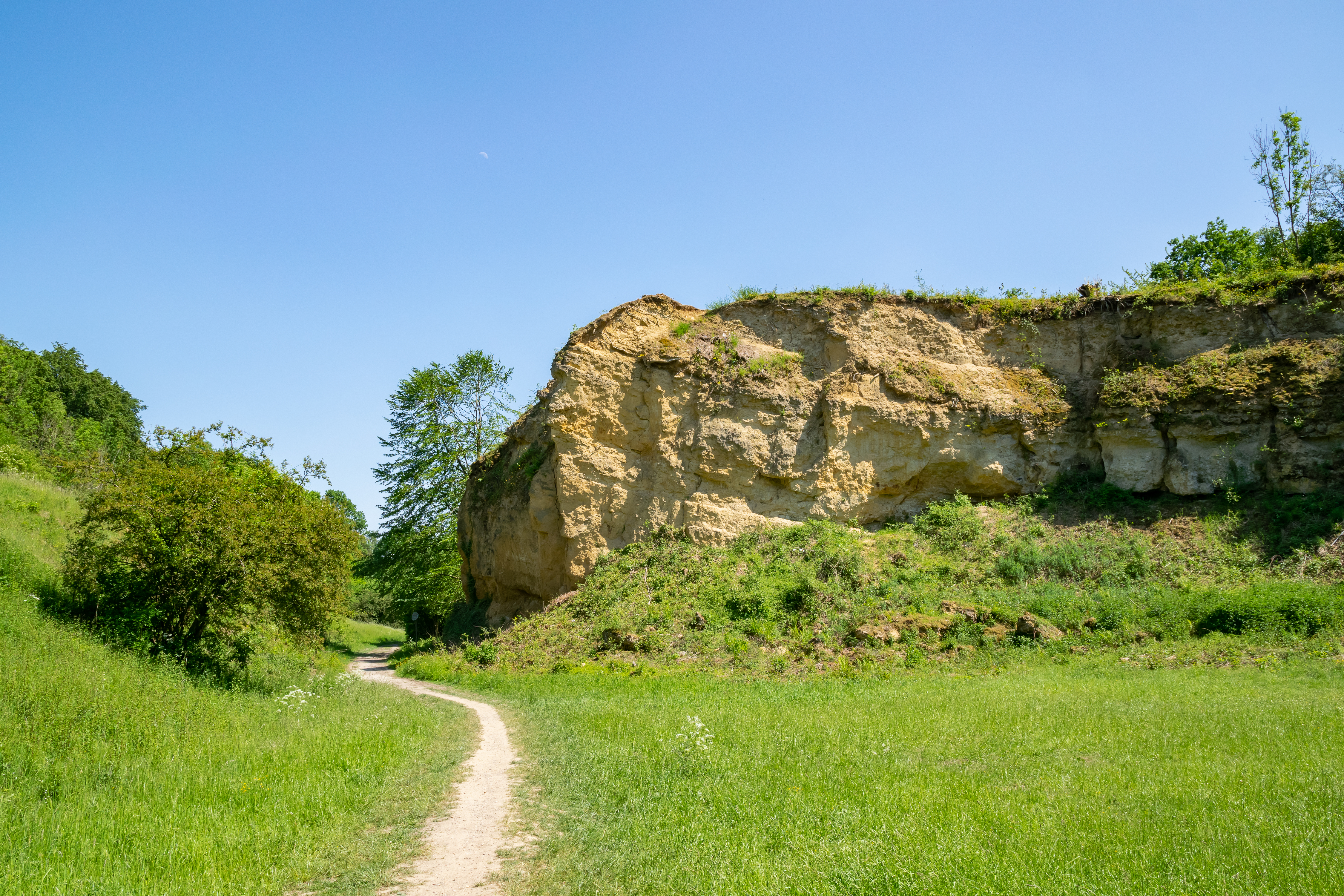
Im Doberg
Das Bühnenspiel im Doberg
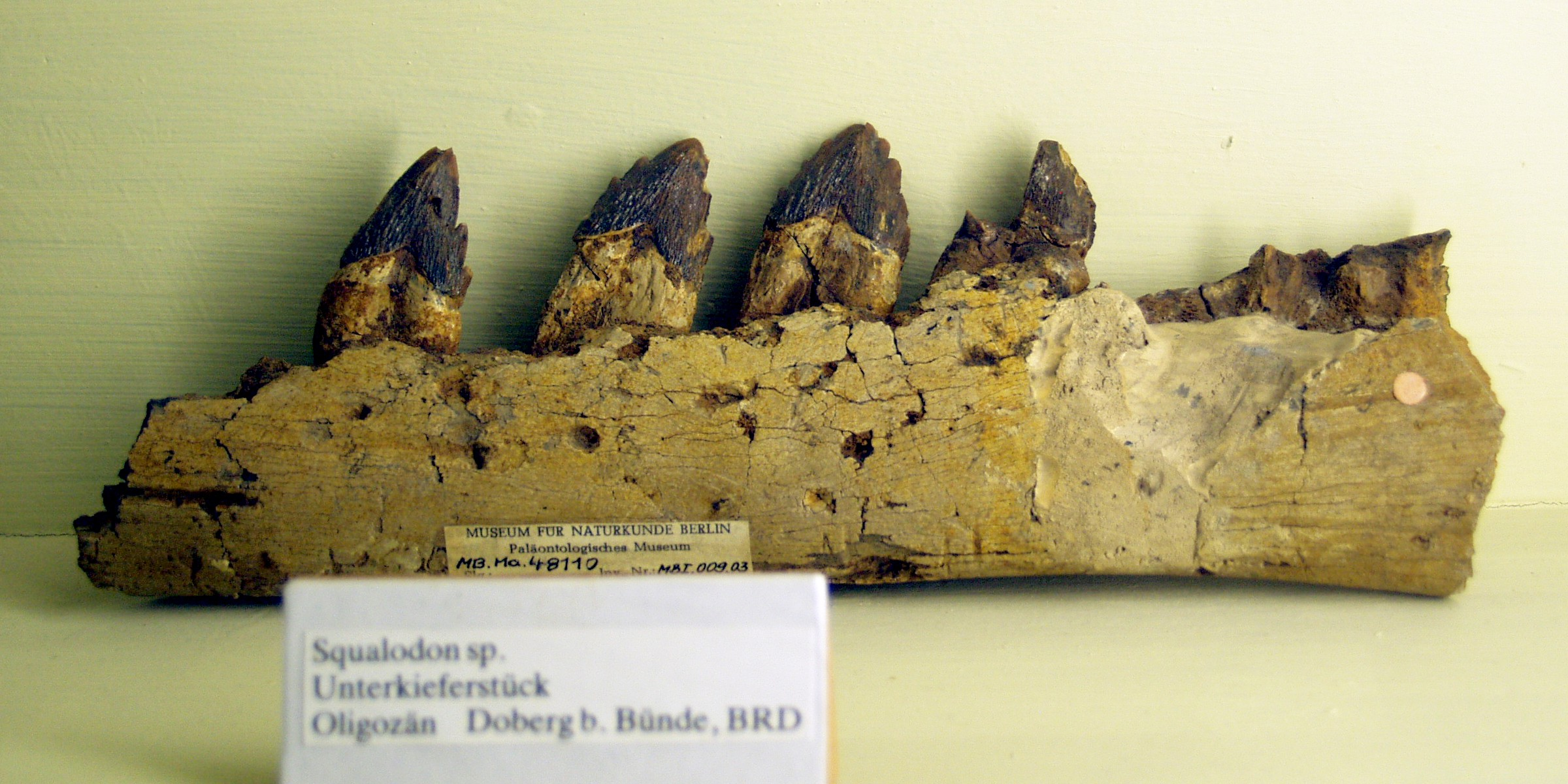
Unterkieferbruchstück eines Squalodon sp. (ein „Urwal“), ausgestellt im Berliner Museum für Naturkunde